# Thocomerius
Thocomerius  en latin,, également Tihomir,, voïvode en Valachie vers 1290 à 1310, est le père de  Basarab qui allait devenir le premier  voïvode indépendant de  Valachie.

## Origine
Plusieurs historiens roumains, dont Vlad Georgescu et Marcel Popa, estiment que Thocomerius était un  voivode de Valachie qui a succédé à Bărbat (voivode vers 1278),. D'autres, comme Tudor Sălăgean, le considèrent comme un potentat local dont le statut n'est pas spécifié.

## Contexte
Le nom du père de Basarab est uniquement connu à partir du diplôme du roi Charles Robert de Hongrie délivré le 26 novembre 1332. L'acte se réfère au « schismatique Basarab, fils de  Thocomerius ». Le Hongrois László Rásonyi interprète son nom à partir du nom Couman et Tatar bien connu, Toq-tämir (i.e en acier trempé), et voit en lui un descendant de Genghis Khan  le prince, Toktomer, mentionné dans les annales russes en 1295 comme nomadisant en Crimée.
Selon le hongrois  István Vásáry, même si le père de  Basarab porte un nom turc, cela ne signifie pas qui'il était un prince d'origine gengiskhanide, car s'il avait été un descendant de Genghis Khan le fait aurait été d'une telle importance qu'il n'aurait pas manqué d'être souligné. Par ailleurs Tihomir est aussi un nom  slave signifiant « paix tranquille ». L'historien français Alfred Rambaud assimile « Thocomerius/Tihomir » au voïvode légendaire Radu Negru qu'il fait vivre vers 1290.

## Sources
- (en) Cet article est partiellement ou en totalité issu de l’article de Wikipédia en anglais intitulé « Thocomerius » (voir la liste des auteurs), édition du 5 juillet 2012.
- (ro) Djuvara, Neagu: Thocomerius – Negru Vodă. Un voivod de origine cumană la începuturile Tării Româneşti /Thocomerius – Negru Vodă: A Voivode of Cuman Origin at the Beginnings of Wallachia/, Humanitas, 2007
- (en) Georgescu, Vlad (Auteur) – Calinescu, Matei (Éditeur) – Bley-Vroman, Alexandra (Traducteur): The Romanians – A History; Ohio State University Press, 1991, Columbus;  (ISBN 0-8142-0511-9).
- (en) Sălăgean, Tudor: Romanian Society in the Early Middle Ages (9th-10th Centuries); in: Ioan-Aurel Pop – Ioan Bolovan (Editors): History of Romania: Compendium; Romanian Cultural Institute (Center for Transylvanian Studies), 2006, Cluj-Napoca;  (ISBN 978-973-7784-12-4).
- (en) Treptow, Kurt W. – Popa, Marcel: Historical Dictionary of Romania (table ‘Rulers of Romania - Wallachia’); The Scarecrow Press, Inc., 1996, Lanham (Maryland, USA) & Folkestone (UK);  (ISBN 0-8108-3179-1).
- (en) Vásáry, István: Cumans and Tatars: Oriental Military in the Pre-Ottoman Balkans, 1185-1365; Cambridge University Press, 2005, Cambridge;  (ISBN 0-521-83756-1).